# Silent All These Years
«Sillent All These Years» —en españolː En silencio todos estos años—) es una canción de la cantante y compositora estadounidense Tori Amos, publicada inicialmente en 1991 en el Reino Unido como el segundo sencillo de su álbum debut Little Earthquakes. En abril de 1992 vio la luz en Estados Unidos. Fue relanzado en 1997 para promover la Red Nacional contra el Abuso y el Incesto (Rape, Abuse & Incest National Network “RAINN"). El vídeo musical recibió una nominación en los MTV VMA en la categoría de mejor artista nuevo en un vídeo.

## Lista de canciones
UK CD single Part 1 (Aug 1992)
1. «Silent All These Years» – 4:11
2. «Upside Down» – 4:22
3. «Me and a Gun» – 3:42
4. «Thoughts» – 2:36

UK 7" single (Nov 1991)
1. «Silent All These Years» – 4:11
2. «Me and a Gun» – 3:42

US Cassette Single (April 1992)
1. «Silent All These Years» – 4:11
2. «Upside Down» – 4:22

UK CD Single Part 2 (Limited Edition) (Aug 1992)
1. «Silent All These Years» – 4:11
2. «Ode to the Banana King (Part One)» – 4:06
3. «Song for Eric» – 1:50
4. «Happy Phantom» (Live) – 3:33
  - Grabado en el Cambridge Corn Exchange, 5 de abril de 1992

UK 7" Single and Cassette Single (Aug 1992)
1. «Silent All These Years» – 4:11
2. «Smells Like Teen Spirit» – 3:15

US RAINN Benefit CD Promo single (Atlantic PRCD 6986) (March 1997)
1. «Silent All These Years» – 4:11

US RAINN Benefit CD single (March 1997)
1. «Silent All These Years» (LP Version) – 4:11
2. «Silent All These Years» (Live Version) – 5:28
  - Grabado en el Madison Square Garden, 23 de enero de 1997 (The Concert For RAINN)

## Posicionamiento en las listas
| Listas (1991)                       | Posición |
| ----------------------------------- | -------- |
| UK Singles Chart                    | 51       |
| Listas (1992)                       | Posición |
| Australian Singles Chart            | 128      |
| UK Singles Chart                    | 26       |
| US Billboard Hot Modern Rock Tracks | 27       |
| Listas (1997)                       | Posición |
| US Billboard Hot 100                | 65       |
| US Billboard Hot 100 Airplay        | 66       |
| US Hot Adult Top 40 Tracks          | 26       |